# عبد الله بن بريدة
عبد الله بن بريدة (15 هـ/637م - 115 هـ/733م)، تابعي، وأحد رواة الحديث النبوي، وقاضي مرو.

## سيرته
هو ابن الصحابي بريدة بن الحصيب الأسلميّ، ولد سنه 15 هـ علَى عهد عمر بن الخطاب، وكان هو وأخوه سليمان بن بريدة توأمان، وهو أصغر من أخيه، قد كان سفيان بن عيينة وغيره يفضلوا سليمان عليه في الحديث. سكن مرو، وكان أخيه قاضيها، بعد وفاة أخيه سنة 105 هـ تولى القضاء بعده حتى مات سنة 115 هـ، فِي ولاية أسد بْن عَبد اللَّهِ، وهُوَ عَلَى الْقَضَاء. وله مائة سنة.

## روايته للحديث النبوي
- روى عن: أَبِيهِ بريدة بن الحصيب الأَسلميّ، أنس بن مالك، وبشير بن كعب العدوي، وحميد بن عبد الرحمن الحميري، وحنظلة بْن عَلِي الأَسلميّ، وحويطب بن عبد العزى، ودغفل بْن حنظلة النسابة، وأبي سبرة سالم بْن سبرة الهذلي، وسعيد بن المسيب، وسمرة بن جندب، وصعصعة بْن صوحان، وعامر الشعبي، وعبد الله بن عباس، وعبد الله بن عمر بن الخطاب، وعبد الله بن عمرو بن العاص، وعبد الله بن مسعود، وعبد الله بن مغفل المزني، وعمران بن حصين، ومعاوية بن أبي سفيان، والمغيرة بن شعبة، ويحيى بن يعمر، وأبي الأسود الدؤلي، وأبي موسى الأشعري، وأبي هريرة، وعائشة بنت أبي بكر، وأم سلمة، وقيل: عَنْ أُمِّه، عَنْ أم سلمة.
- روى عنه: الأجلح بْن عَبد اللَّهِ الكندي وبشير بْن المهاجر، وبشير الكوسج النيسابوري ثُمَّ المروزي، وثواب بْن عتبة، وأَبُو بَكْر جبريل بْن أحمر، وحجير بْن عَبد اللَّهِ، حسين بن ذكوان المعلم، وحسين بن واقد المروزي، وحماد بن أبي سليمان، وخالد بن عبيد العتكي، وداود بن أبي الفرات، ورميح بْن هلال الطائي، والزبير بْن جنادة الهجري، والزبير بن عدي، وسعد بْن عُبَيدة، وسَعِيد الجريري، وابنه سهل بْن عَبد اللَّهِ بْن بريدة، وسهيل بْن أَبي صالح، وصالح بْن حيان الْقُرَشِي، وابنه صخر بْنُ عَبد اللَّهِ بْنِ بُرَيْدَةَ، وعامر الشعبي، وعامر الأحول، وعبد الله بْن عطاء الْمَكِّي، وأَبُو طيبة عَبد اللَّهِ بْن مُسْلِم السلمي المروزي، وعبد الجليل بْن عطية، وعبد الكريم بْن سليط البَصْرِيّ، وعبد المؤمن بْن خَالِد الحنفي، وأَبُو مَالِك عُبَيد اللَّه بْن الأخنس، وأَبُو المنيب عُبَيد الله بْن عَبد اللَّهِ العتكي، وعُبَيد اللَّه بْن العيزار، وعثمان بْن غياث، وعطاء بن السائب، وعطاء الخراساني، وعلي بْن سويد بْن منجوف السدوسي، وعمارة بْن أَبي حفصة، وعَمْرو بْن أَبي حَكِيم الواسطي، وعيسى بْن عُبَيد الكندي، وفائد أَبُو العوام، وقتادة بن دعامة، وكهمس بن الحسن، ومالك بن مغول، ومحارب بن دثار، وأَبُو هلال مُحَمَّد بْن سليم الراسبي، ومطر الوراق، ومعاوية بْن عَبْد الكريم الثقفي، والمغيرة بْن سبيع، ومقاتل بن حيان، ومقاتل بن سليمان، والمنذر بْن ثعلبة العبدي، وميمون أَبُو عَبْد اللَّهِ، والوليد بْن ثعلبة الطائي، ويزيد بْن حيان أَخُو مقاتل بْن حيان، ويزيد بْن عقبة العتكي، ويزيد النحوي، ويوسف بْن صهيب، وأَبُو ربيعة الإيادي، وأَبُو هاشم الرماني.[3]
- الجرح والتعديل: قال وكيع بن الجراح: «يقولون إن سُلَيْمان بْن بريدة كان أصح حديثًا وأوثق من عَبد اللَّهِ بْن بريدة»،[4] وكذلك قال أحمد بن حنبل، ووثّقه يحيى بن معين وأبو حاتم الرازي والعجلي، وَقَال أبو زرعة الرازي: «عَبد اللَّهِ بْنِ بُرَيْدَةَ عَنْ عُمَر مرسل»، وَقَال الدارقطني: «لم يسمع من عائشة»، وقال ابن حجر العسقلاني: «قال ابن خراش: صدوق كوفي نزل البصرة»، روى له الجماعة.[3]